# Hemeterio
Hemetério Rufino Cardoso Neto, conhecido como Hemetério (nascido em 1971), é um ilustrador, artista plástico e quadrinista brasileiro. 
Formado em Arquitetura, trabalhou com ilustração de publicidade e possui pinturas em exposição permanente no Museu de Arte de São Paulo. Ficou conhecido por ter sido o desenhista da graphic novel Chibata! - João Cândido e a revolta que abalou o Brasil (escrita por Olinto Gadelha), posteriormente acusada de ter sido plágio de uma peça de teatro. Hemeterio ganhou o Troféu HQ Mix em 2009 na categoria "desenhista revelação".